# Trudi van den Berg

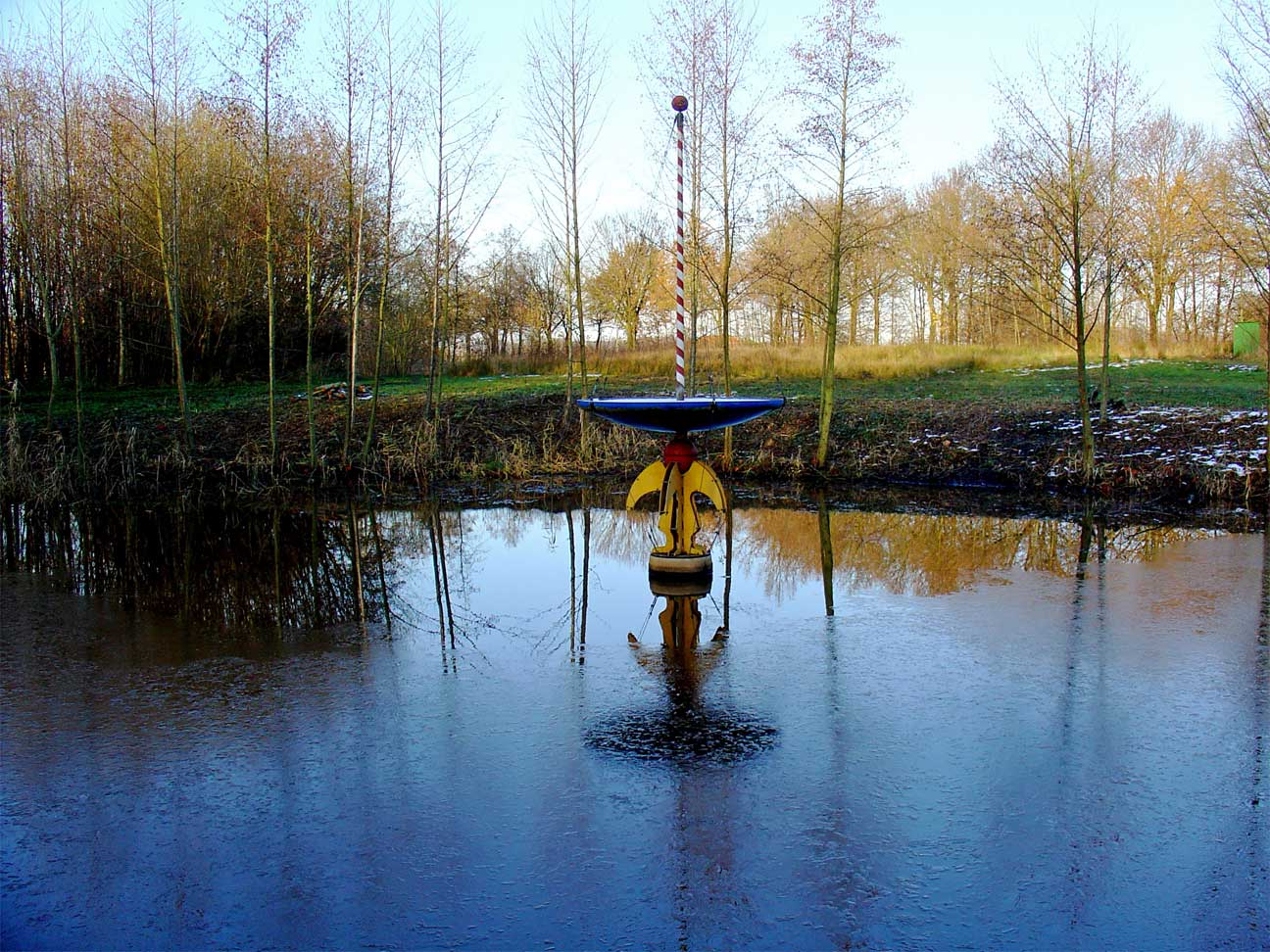
Gurgulio door Trudi van den Berg en Jos Steenmeijer in Onstwedde (1991)

Trudi Sija Elisabeth (Trudi) van den Berg (Beverwijk, 29 april 1959) is een Nederlandse beeldhouwer.

## Leven en werk
Van den Berg werd als beeldhouwer opgeleid aan de Groningse Academie Minerva (1983-1988) en vestigde zich na haar opleiding in Groningen. Samen met Jos Steenmeijer deelt zij haar atelier de Zuil. Zij maakt zowel samen met Steenmeijer als zelfstandig beeldende kunst. Het werk van beiden wordt getypeerd als pragmatisch zonder verheven concepten en kunsttheorieën.
Hun werk in onder meer te zien in de openbare ruimte van de stad Groningen (onder andere The fallacy of composition, Beckerweg en afsluitbomen), in Sappemeer (Three o’tree) en in Onstwedde (Gurgulio) (zie: afbeelding).
Verder maakten zij voor de gemeente Assen: Tapijten van Assen, voor de Rijksuniversiteit Groningen: Micro Macro sprong en voor de gemeente Coevorden: De Spiekbrief.